# Parada de Bouro
Parada de Bouro é uma povoação portuguesa sede da Freguesia de Parada de Bouro do Município de Vieira do Minho, freguesia com 8,15 km² de área e 400 habitantes (censo de 2021), tendo, por isso, uma densidade populacional de 49,1 hab./km².
Situada na margem esquerda do rio Cávado, apresenta aos seus visitantes uma das paisagens mais deslumbrantes do Minho. Perto do Parque Nacional da Peneda-Gerês a praia fluvial de Parada de Bouro é muito bela.
Constituiu, até ao início do século XIX, o couto de Parada de Bouro.

## Toponímia
O substantivo «Parada», de uso comum em inúmeras localidades portuguesas, alude a um local de paragem e de descanso, numa travessia ou trajecto tortuoso ou difícil.
Quanto ao substantivo «Bouro», que por sinal se encontra no nome doutras localidades, seja da região do Minho, seja da Galiza, acredita-se que este possa vir do galaico-português borio, que quer dizer «estábulo; cortelho; abegoaria;», e este, por sua vez, advirá da palavra sueva bur, que significa «casa».

## Demografia
A população registada nos censos foi:
| Distribuição da População por Grupos Etários | Distribuição da População por Grupos Etários | Distribuição da População por Grupos Etários | Distribuição da População por Grupos Etários | Distribuição da População por Grupos Etários |
| -------------------------------------------- | -------------------------------------------- | -------------------------------------------- | -------------------------------------------- | -------------------------------------------- |
| Ano                                          | 0-14 Anos                                    | 15-24 Anos                                   | 25-64 Anos                                   | > 65 Anos                                    |
| 2001                                         | 85                                           | 76                                           | 260                                          | 108                                          |
| 2011                                         | 60                                           | 50                                           | 243                                          | 116                                          |
| 2021                                         | 29                                           | 34                                           | 192                                          | 145                                          |

## Património
- Pelourinho de Parada de Bouro ou Cruzeiro de Parada de Bouro
- Igreja Paroquial
- Capela da Senhora dos Prazeres
- Capela de São Sebastião
- Pelourinho de Aldeia
- Ponte de Parada
- Quinta do Sorilhal